# Nukkehkummees
Nukkehkummees (Nukkehkummeess, Dartmouth Indijanci), pleme ili selo konfederacije Wampanoag koje se u kasnom 17. stoljeću nalazilo kod današnjeg Dartmoutha u Massachusettsu u okrugu Bristol. Sultzman ovo ime u obliku Nukkehkummeess navodi kao dio konfederacije Wampanoag. Kod Hodgea i Swantona se naziva se Nukkehkummees, selo kod Dartmoutha u Massachusettsu. Hodge kaže da je to selo pokrštenih Indijanaca sa 120 stanovnika 1698. godine., a ovaj dio Wampanoaga, poznat je i kao Dartmouth Indijanci. Od 1861 postaju građani New Bedforda.